# Pietro Wührer
Pietro Wührer (Brescia, 1847 – 30 aprile 1912) è stato un patriota e imprenditore italiano.

## Biografia
Pietro Wührer, figlio di Franz Xaver Wührer (1792–1870), noto imprenditore birraio di origini austriache e fondatore dell'omonima azienda bresciana, nacque nel 1847.
Poco prima dello scoppio della terza guerra di indipendenza, nel maggio del 1866 si arruolò nel Corpo Volontari Italiani di Giuseppe Garibaldi assieme ai fratelli Giuseppe e Adamo e fu incorporato nella 5ª Compagnia   del 2º Reggimento Volontari Italiani comandato dal tenente colonnello Pietro Spinazzi. Pietro Wührer partecipò all'occupazione della Valle del Chiese conseguente la battaglia di Ponte Caffaro, alle operazioni in Val Vestino,  all'assedio del Forte d'Ampola e alla battaglia di Pieve di Ledro. A fine conflitto ricevette un encomio economico e il diritto di portare la medaglia commemorativa dei reduci combattenti nella campagna militare in Trentino che fu istituita nel 1867.
Nel 1867 subentrò al padre Francesco Saverio nella conduzione dell'azienda Wührer di via Trieste in Brescia, già operativa dal lontano 1829, in quanto il fratello maggiore Giuseppe era morto nella guerra del 1859 a Roè Volciano combattendo nei Cacciatori delle Alpi di Garibaldi contro gli austriaci e gli altri fratelli rimasti si erano dedicati a differenti attività commerciali.
L'industria  di famiglia sotto la sua direzione ebbe un grande impulso produttivo dedicandosi oltre alla commercializzazione della birra anche di bevande gassate. Nel 1889 comprò un terreno alla periferia di Brescia sull'antica strada carrozzabile che conduceva al lago di Garda e a Verona, precisamente nel luogo chiamato "La Bornata". Qui, vi costruì un nuovo stabilimento più adatto alla moderne tecniche di produzione che fu completato nel 1895 e nel quale, per un breve periodo, venne tentata anche la strada di altri prodotti (tra cui la produzione di dadi da cucina in glutammato).
Nel 1898 cedette la direzione della Wührer al figlio Pietro junior (n.1879) che ne proseguì lo sviluppo introducendo nuove tecniche produttive acquisite durante gli studi in chimica presso l'Università di Torino e nel perfezionamento a Monaco di Baviera.